# SK Rakovník
Le SK Rakovník est un club de football tchèque de la ville de Rakovník, dans la région de Bohême centrale. Le club joue actuellement en sixième division du championnat tchèque de football. Le club a joué deux saisons en première ligue tchécoslovaque dans les années 1940.

## Histoire
Le club a été fondé en 1903 sous le nom de Sportovní kroužek Rakovník, avant de devenir simplement le SK Rakovník l'année suivante, après quoi il a concouru sous ce nom jusqu'en 1948. Rakovník a participé au plus haut niveau du football tchèque pour la première fois lors de la saison 1942-1943. Sa seconde et dernière saison en première ligue tchécoslovaque eut lieu en 1945-1946.

## Historique du nom du club
- 1903 – Sportovní kroužek Rakovník
- 1904 – SK Rakovnik
- 1949 – Sokol Rakovnik KZ
- 1951 – Sokol TOS Rakovnik
- 1953 – Spartak Rakovnik
- 1958 – Lokomotiva Rakovnik
- 1967 – ČKZ Rakovnik
- 1968 – SK Rakovnik
- 1973 – ČKZ Rakovnik
- 1991 – SK Rakovnik